# Лейди, Джозеф
Джозеф Лейди (англ. Joseph Leidy; 9 сентября 1823, Филадельфия — 30 апреля 1891, там же) — американский биолог.

## Биография
С 1853 года Лейди был профессором анатомии в университете Пенсильвании, позже — профессором естествознания в Суортмор-колледже. В своей книге «Extinct Fauna of Dakota and Nebraska», вышедшей в 1869 году, он описал много до тех пор неизвестных, вымерших видов Северной Америки.
Лейди был также известным паразитологом. В 1846 году он установил, что трихинеллёз вызывает паразит Trichinella spiralis, находящийся в сыром или плохо сваренном мясе.
Ещё до Чарльза Дарвина он предполагал, что окружающая среда могла влиять на организмы. Когда Дарвин опубликовал свою теорию, Лейди пришёл от неё в восторг. Поэтому иногда его упрекали в атеизме.
В 1879 году он опубликовал книгу «Freshwater Rhizopods of North America», первую работу о простейших Северной Америки.
В 1884 году Лейди был награждён медалью Лайеля.

## Сочинения
Библиография насчитывает 553 сочинения.
- Cretaceous reptiles of the United States, Wash., 1865; Researches in helminthology and parasitology. Wash., 1904.